# 軍事戦略 (ワイリー)
『軍事戦略』(Military Strategy: A General Theory of Power Control)とは、1967年にアメリカ海軍の幹部軍人ジョセフ・カルドウェル・ワイリー(Joseph Caldwell Wylie)によって発表された戦略研究の古典的著作である。

## 概要

### 著者
ワイリーは1911年3月にアメリカのニュージャージー州ニューアークに生まれ、高校を退学して17歳で海軍兵学校に入学した。海軍兵学校を卒業した後には海上勤務や造船所での勤務を経て太平洋戦争に参加している。日本海軍との戦闘任務に従事しただけでなく、艦艇の作戦行動において情報機能を一元化するための戦闘情報センターの設置や教範類の作成に携わっている。ワイリーは1950年から海軍大学で海軍戦略についての教育を実施する任務を与えられ、海軍戦略についての研究に参与した。この頃から『太平洋での戦争を振り返って』、『なぜ水兵は水兵のように考えるのか』という諸論文を発表しており、本書の基盤となっている。

### 出版・翻訳
本書は1966年に本書の原稿を提供しており、ラトガーズ大学出版から250部出版した。本書の原題は『軍事戦略　パワー・コントロールの総合理論』であるが、邦訳では『戦略論の原点』とされている。

### 戦略とは
ワイリーは本書において戦略の総合理論を構築することを試みている。そもそも戦略とは「何かしらの目標を達成するための一つの「行動計画」であり、その目標を達成するために手段が組み合わさってシステムと一体となった、一つの「ねらい」である」と定義される。戦略についての研究を行う手法についてワイリーは戦略を順次戦略(Sequential strategy)と累積戦略(Cumulative strategy)にパターン化することと先行する戦略思想の分析によって行うことを提案している。これまでの戦略思想としてはクラウゼヴィッツに代表される大陸理論、マハンに代表される海洋理論、ドゥーエに代表される航空理論そして毛沢東に代表される革命理論の四つに区分している。これら戦略思想の分析から戦略の総合理論の前提を抽出すると四つの条件が明確化できる。第一にいかなる防止手段が講じられようとも戦争は起こり、第二に戦争の目的は、敵をある程度コントロールすることにあり、第三に戦争は予測不可能であり、第四に戦争における究極の決定権はその場に立ち、銃を持っている兵士が持つということであった。

### 戦争とコントロール
戦略の総合理論の基盤となる四つの条件から導き出される一般的な戦争のパターンについて、ワイリーは侵攻側と防衛側の二つの勢力によって均衡が生じることを述べている。戦争のパターンを確立することとは侵攻によって敵をコントロールして要求を強制する方法を形成して実施することである。一方で防衛側は侵攻のコントロールを減少させることで均衡状態を形成しようとする。この均衡状態を主導的に動かす力点は重心(the center of gravity)と概念化され、この重心を動かすことで戦争のパターンを動かすことができる。このようにしてワイリーは戦略の総合理論を重心の操作によって戦争のパターンを変更し、敵をコントロールするものとして定式化した。